# Tropidophis xanthogaster
Espèce
Statut CITES
Tropidophis xanthogaster est une espèce de serpents de la famille des Tropidophiidae.

## Répartition
Cette espèce est endémique de la province de Pinar del Río à Cuba. Elle se rencontre dans la péninsule de Guanahacabibes, une zone couverte en partie par le parc national de Guanahacabibes et en totalité par la réserve de biosphère du même nom.

## Description
Tropidophis xanthogaster mesure au maximum 24 cm. Son corps et sa tête sont trapus. Son dos est gris brunâtre ou gris verdâtre taché de brun sombre. Sa face ventrale est jaune sans taches dans le tiers antérieur du corps. C'est un serpent vivipare.

## Étymologie
Son nom d'espèce, du grec ancien ξάνθος, xanthos, « jaune », et γαστήρ, gastêr, « ventre », lui a été donné en référence à sa livrée.

## Publication originale
- Domínguez, Moreno & Hedges, 2006 : A new snake of the genus Tropidophis (Tropidophiidae) from the Guanahacabibes Peninsula of Western Cuba. Amphibia-Reptilia, vol. 27, n. 3, p. 427-432 (texte intégral).